# Van Rensselaer Potter
Van Rensselaer Potter   (Dakota del Sud, 27 d'agost de 1911 - 6 de setembre de 2001) va ser un bioquímic estatunidenc i professor d'oncologia en el Laboratori McArdle d'Investigacions sobre el Càncer de la Universitat de Wisconsin-Madison durant més de 50 anys.
Va ser el primer autor que, als Estats Units, va utilitzar el terme bioètica, combinació que ja abans, el 1927, havia encunyat el pastor protestant, teòleg, filòsof i educador alemany Fritz Jahr, qui va utilitzar la combinació Bio-Ethik (unió dels termes grecs bios, "vida", i ethos, "comportament") en un article sobre la relació entre l'ésser humà, les plantes i els animals.
En un article publicat el 1970 -"Bioethics: The science of survival" (Bioètica: La ciència de la supervivència)-, Potter també va utilitzar aquesta combinació de termes, i en el seu llibre de 1971 Bioethics: Bridge to the Future (Bioètica: Un pont cap al futur)- la va confirmar. La seva proposta era crear una disciplina que integrés la biologia, l'ecologia, la medicina i els valors humans. Va utilitzar una suggerent imatge per unir els dos camps (l'ètica i la biologia), parlant de la creació de ponts que permetin a l'home sobreviure davant les amenaces - sobretot ambientals- que implica el progrés tècnic. Per accentuar aquest sentit més ecològic del terme, el 1988 també va encunyar l'expressió bioètica global.